# Microschmidtia
Microschmidtia är ett släkte av insekter. Microschmidtia ingår i familjen Euschmidtiidae.
Kladogram enligt Catalogue of Life:
| Microschmidtia | \| \| Microschmidtia chelazii \| \| \| \| \| \| Microschmidtia uala \| \| \| \| |
|                | \| \| Microschmidtia chelazii \| \| \| \| \| \| Microschmidtia uala \| \| \| \| |
|                | Microschmidtia chelazii                                                         |
|                |                                                                                 |
|                | Microschmidtia uala                                                             |
|                |                                                                                 |